# バルーン (路面電車車両)
バルーン（英語: Balloon）は、イギリスの路面電車であるブラックプール・トラムで1934年から使用されている電車の愛称。2階部分にも座席が存在する2階建て路面電車である。この項目では、"バルーン"からの改造によって登場した車両についても解説する。

## 概要
1930年代、ブラックプール・トラムでは老朽化が進んでいた旧型車両を置き換えるため大規模な新型電車導入プロジェクトが進められていた。その中で、1階建てのイングリッシュ・エレクトリック・レールコーチ（English Electric Railcoach）やブラッシュ・レールコーチ（Brush Railcoach）、屋根がないボート（Boat car）と共に導入されたのが、バルーン（Balloon）と呼ばれる電車である。
単行運転を前提とした、中央部に乗降扉を有する両運転台車両で、1階と2階を繋ぐ階段は車内中央部に設置されている。通風は開閉可能な窓を使って行われ、冬季はサーモスタットによって制御されたラジエーターを用いる暖房が使われる。1934年に導入された試作車を含む最初の13両（237 - 249）は2階部分に屋根が設置されていなかった一方、同時に発注が行われた14両（250 - 263）については製造当初から2階部分も屋根や窓が存在する密閉型の形状となっていた。導入当初、前者については置き換え対象となった旧型の2階建て電車（"ドレッドノート"）にちなみ"ラグジュアリー・ドレッドノート"（Luxury Dreadnought）と言う愛称で呼ばれていた。

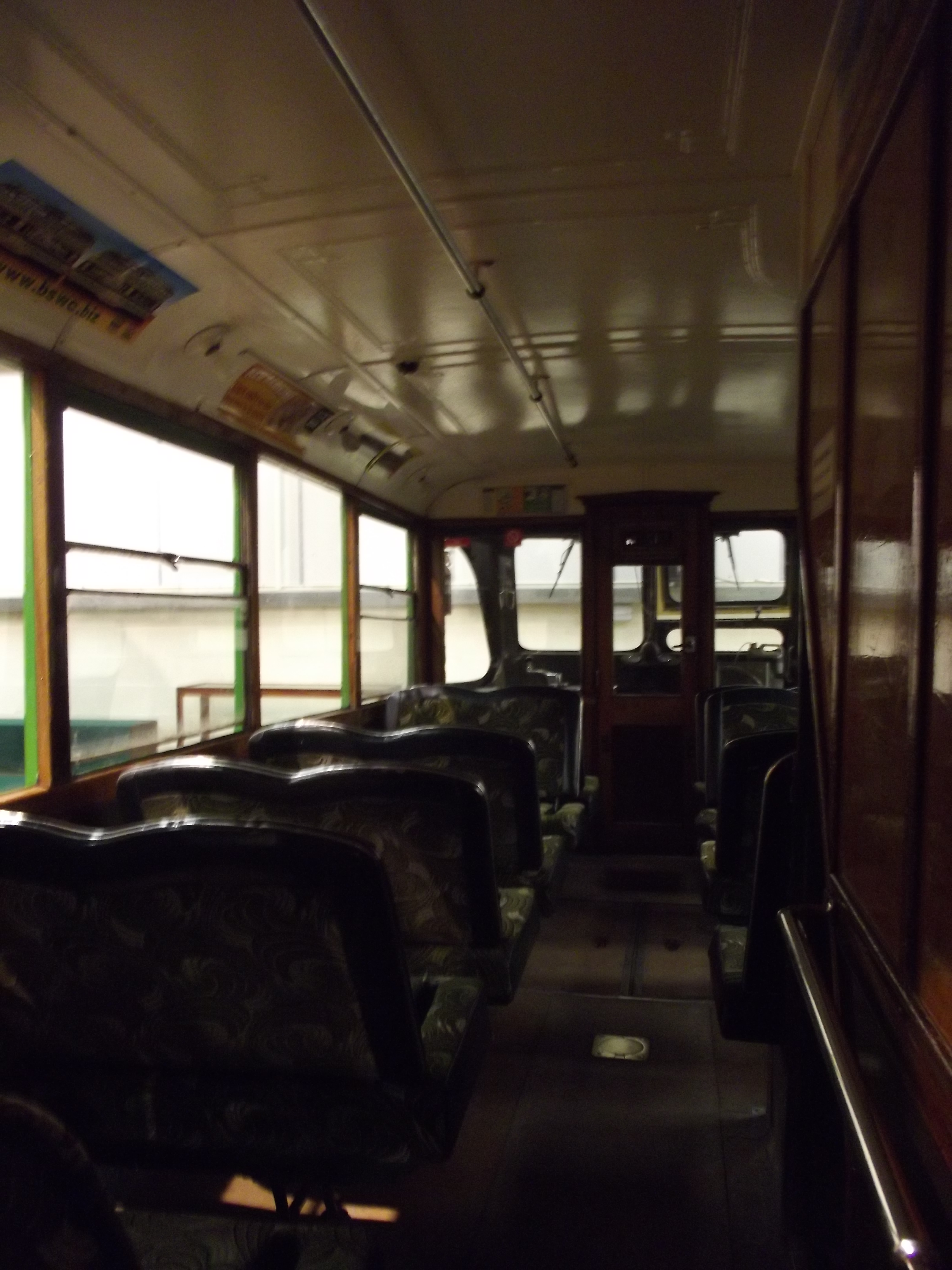
車内（1階）
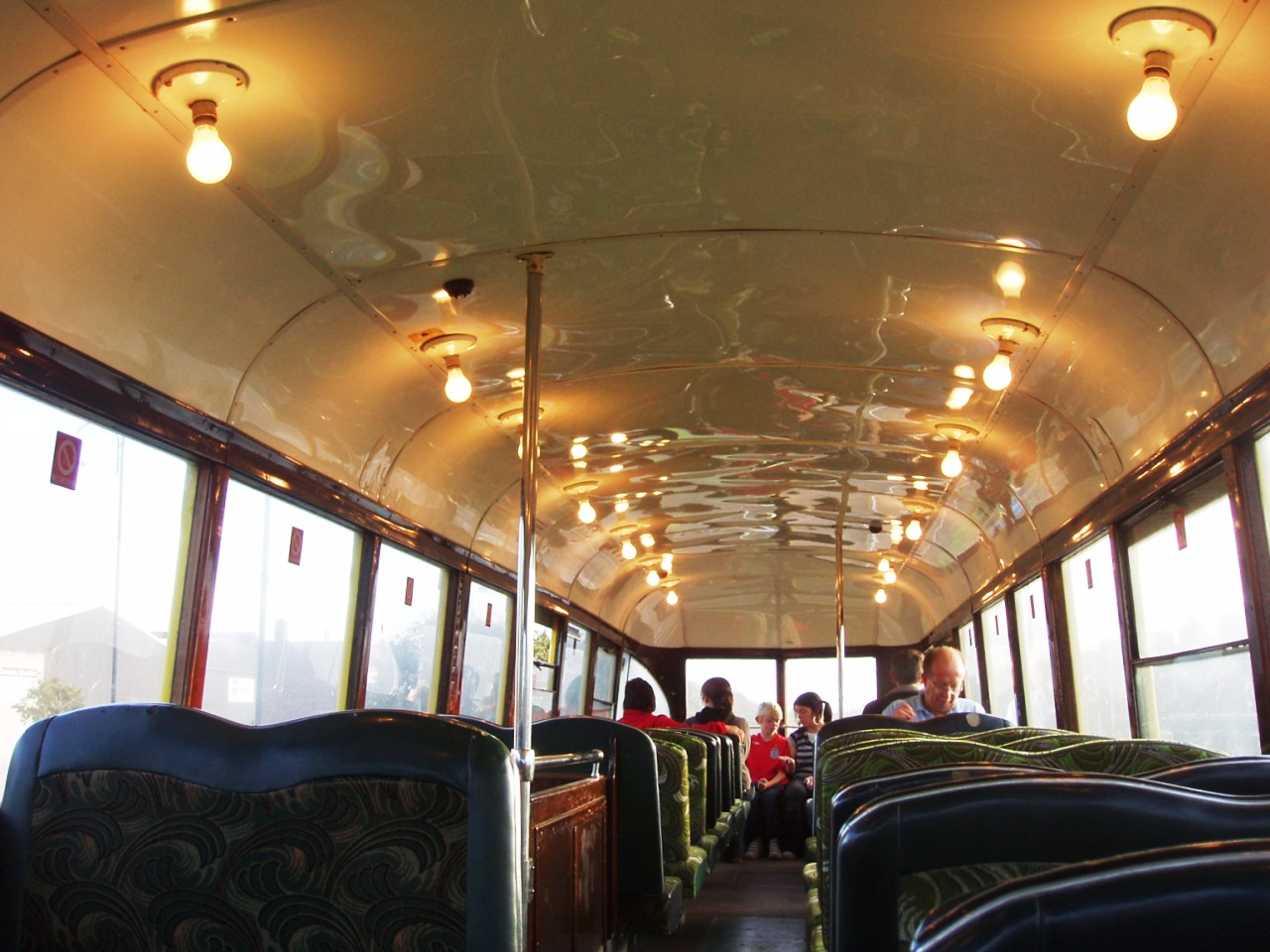
車内（2階）
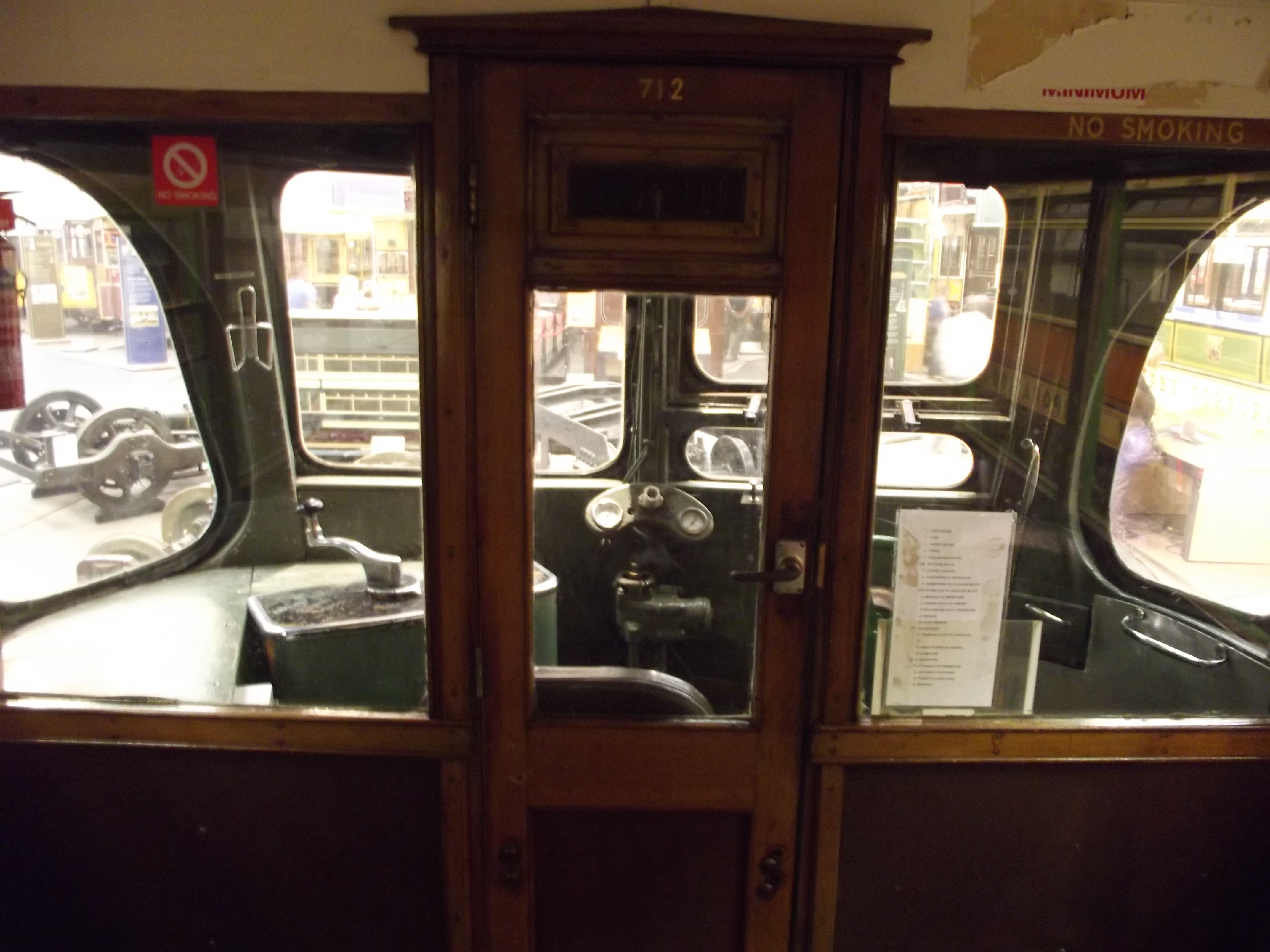
運転台
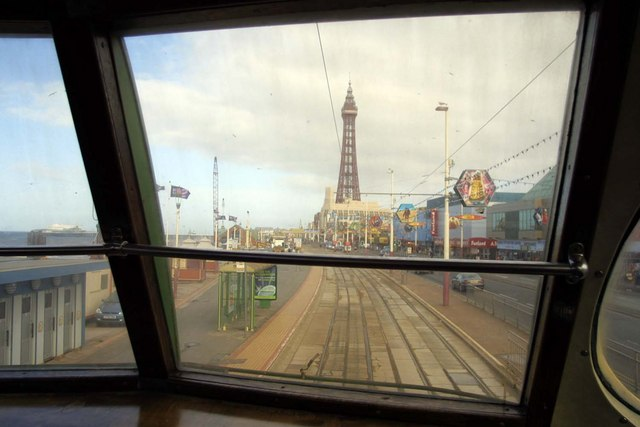
2階席からは前面展望が楽しめる
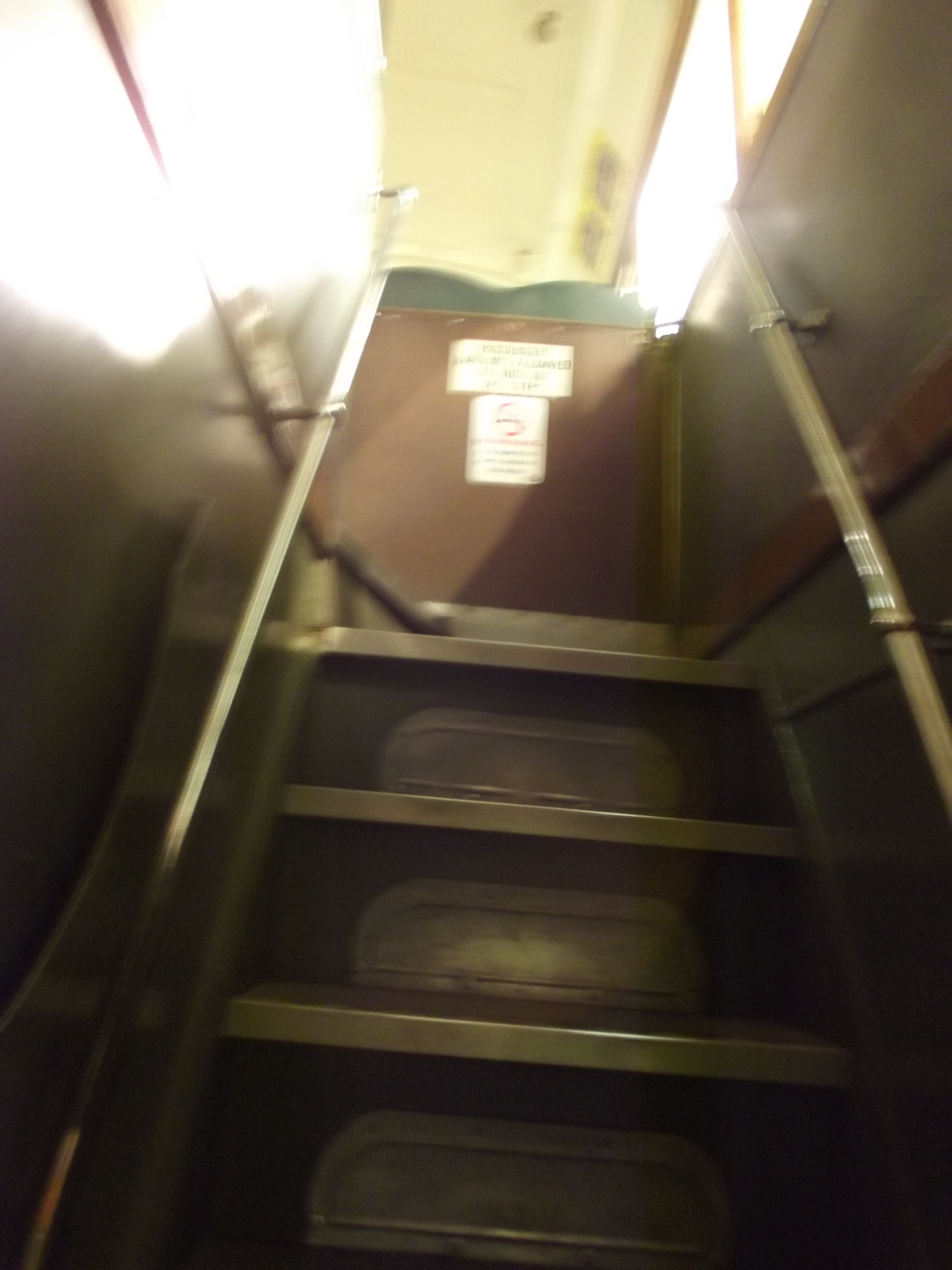
階段

第二次世界大戦中に輸送量の増加に合わせて密閉式の2階建て電車の需要が増加した事を受け、1941年から1942年にかけて"ラグジュアリー・ドレッドノート"の2階部分に車体を増設する工事が施工された。ただし座席は従来の木製座席が維持された。また敵軍の飛行機からの視認性を抑えるため、緑色の面積を広くした塗装への変更や電球へのフードの設置などの対策も実施されていた。
2階建て車両であるが故に1階 - 2階間の移動など乗客の往来に難がある事や、戦前製の車両であり陳腐化が懸念されていた事から、第二次世界大戦後は高性能路面電車であるPCCカーの技術を用いたコロネーションへの置き換えも検討されていた。しかしコロネーションに不具合が多発した事や、2階建て路面電車自体がブラックプール・トラムの重要な要素になっていた事を受け、1971年に運行を離脱した2両（714、725）や事故により廃車された車両（705）等を除いたほとんどの車両が以降も営業運転に用いられた。
21世紀に至るまで長期に渡ってブラックプール・トラムの主役として活躍し、信頼性の高さを維持した一方、1980年代には電気回路の再配線、内装の改修を含んだ大規模な改修工事が行われ、後述のように営業を離脱した車両を中心とした車体改造を含む更新工事も実施された。また、1968年には車両番号が"237 - 263"から"700 - 726"へと変更された。
2012年、ブラックプール・トラムでは抜本的な近代化の一環として超低床電車のフレキシティ2の運行が開始された。これに伴い、それまで使用されていた高床式電車の多くは営業運転を終了したが、それに先立つ2009年から2012年に"バルーン"の一部車両がバリアフリーに対応した乗降扉部分への変更を含めた更新工事を受けた。当初はフレキシティ2の補完用に投入されたが、フレキシティ2の増備に伴い、旧型電車を用いた「ヘリテイジ・サービス」に転用された。それ以外の車両についても、ブラックプール・トラムに加え、クライチの全国路面電車博物館（National Tramway Museum）など各地の施設で保存され、その中には1985年に開業100周年を記念し2階部分の屋根が再度撤去された、"プリンセス・アリス"（Princess Alice）の愛称を持つ706も含まれていた。
これらの保存車両のうち、ブラックプール・トラムで「ヘリテイジ・サービス」として使用されていた車両に関しては、延伸に伴う安全装置の設置やメンテナンス用の部品不足、車庫の収容力不足などを要因として、2024年12月以降一時的に運行を停止されていたが、修繕を経て翌2025年10月に開催されるブラックプール市内のイルミネーションに合わせて運行を再開する事になっている。

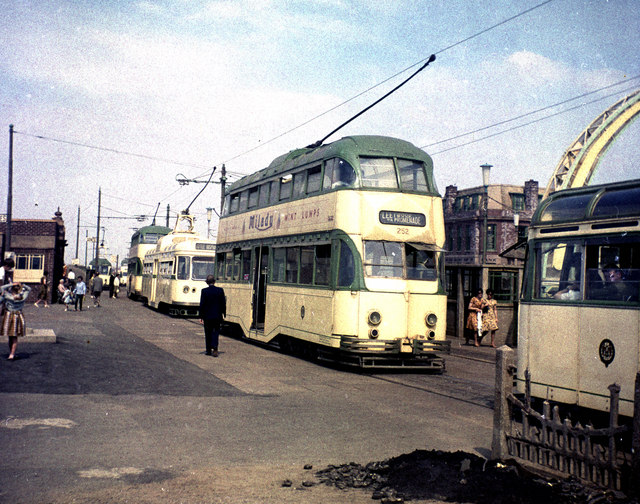
ポール集電時代の"バルーン"（1963年撮影）
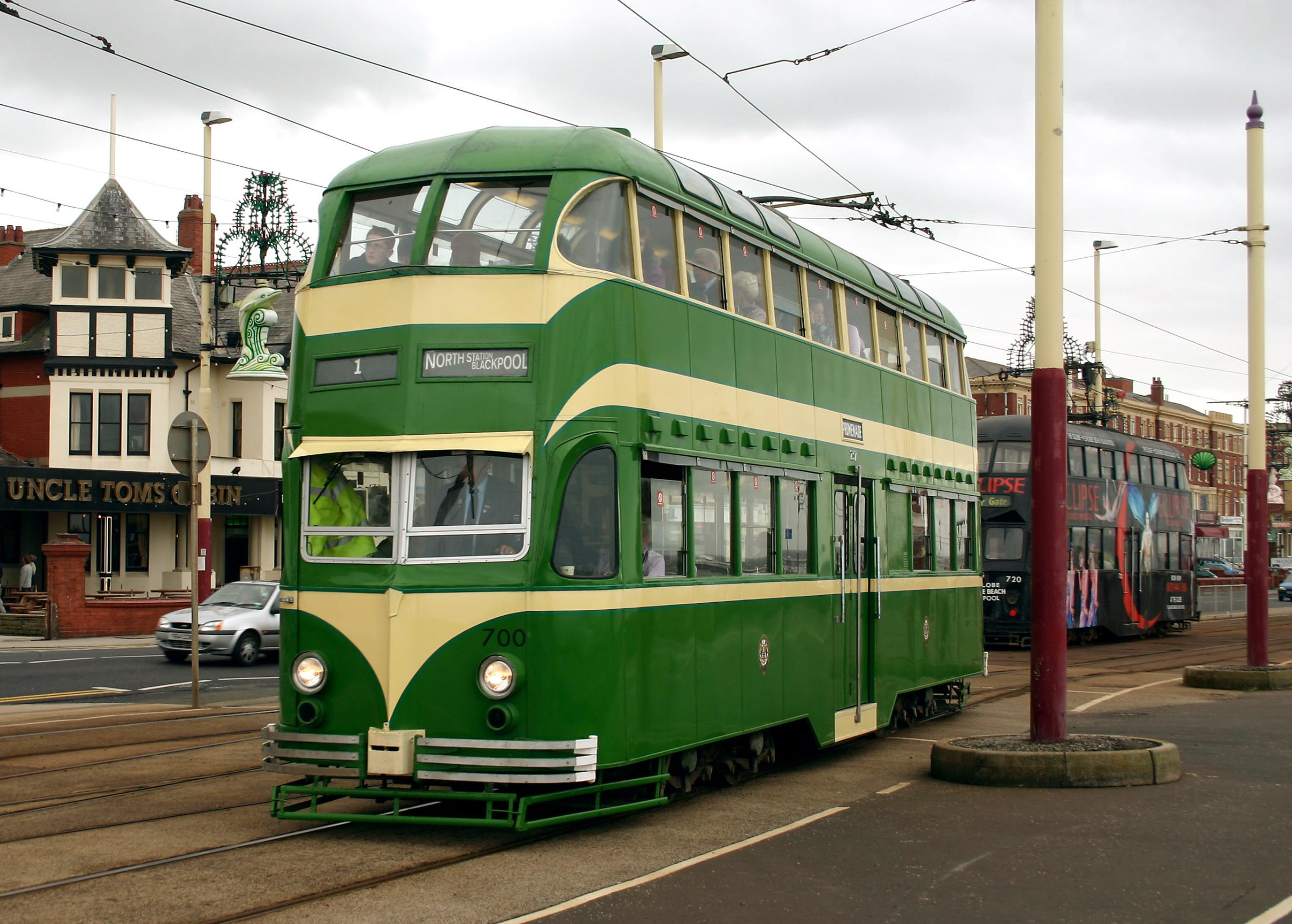
戦時中の塗装に復元された700（2006年撮影）
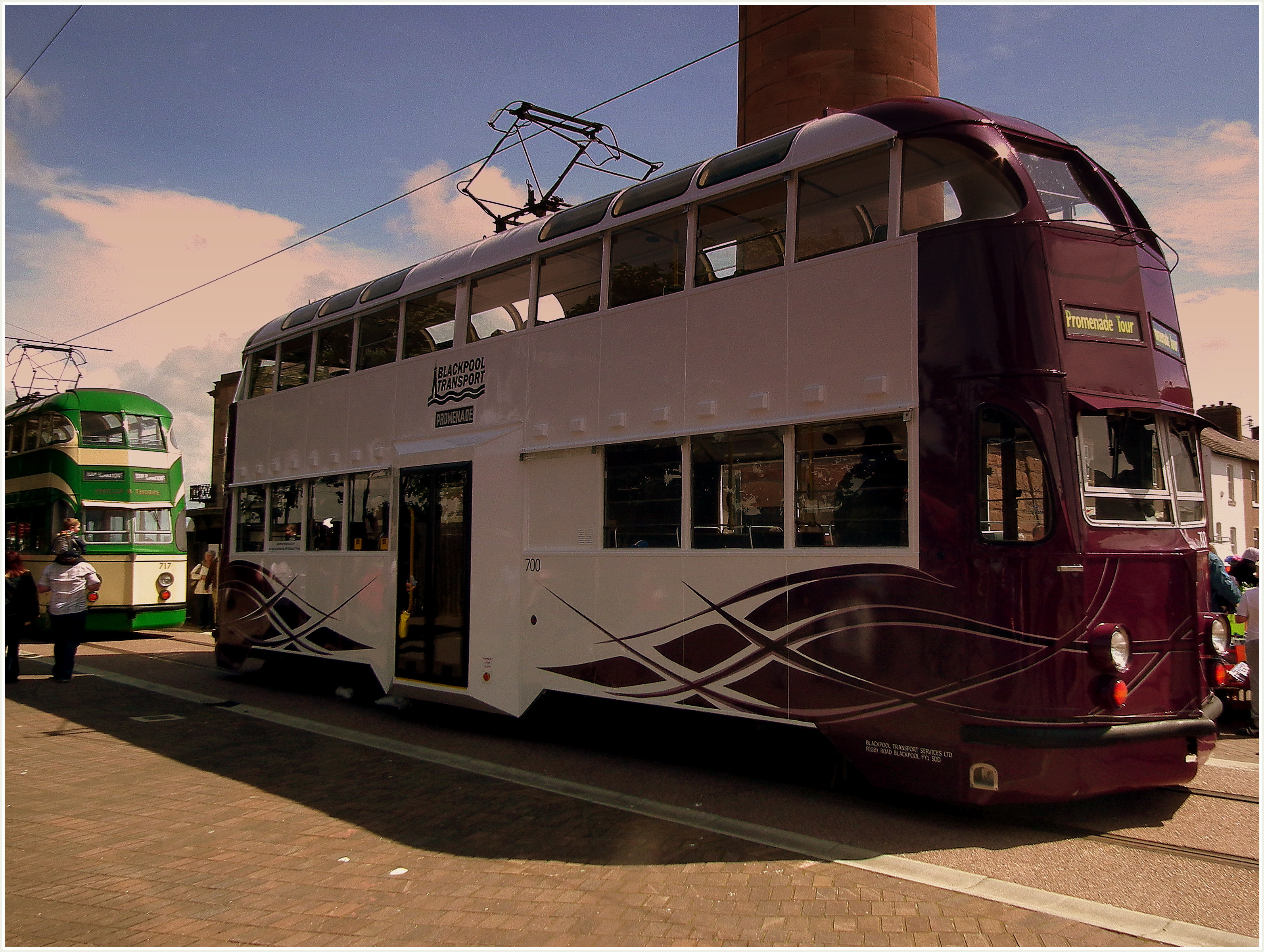
バリアフリー対応後の700はフレキシティ2に合わせた塗装になった（2012年撮影）
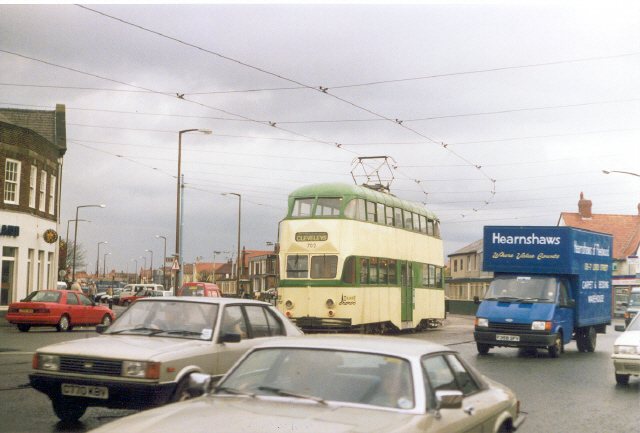
80年代の修繕工事後の塗装を纏う702（1994年撮影）
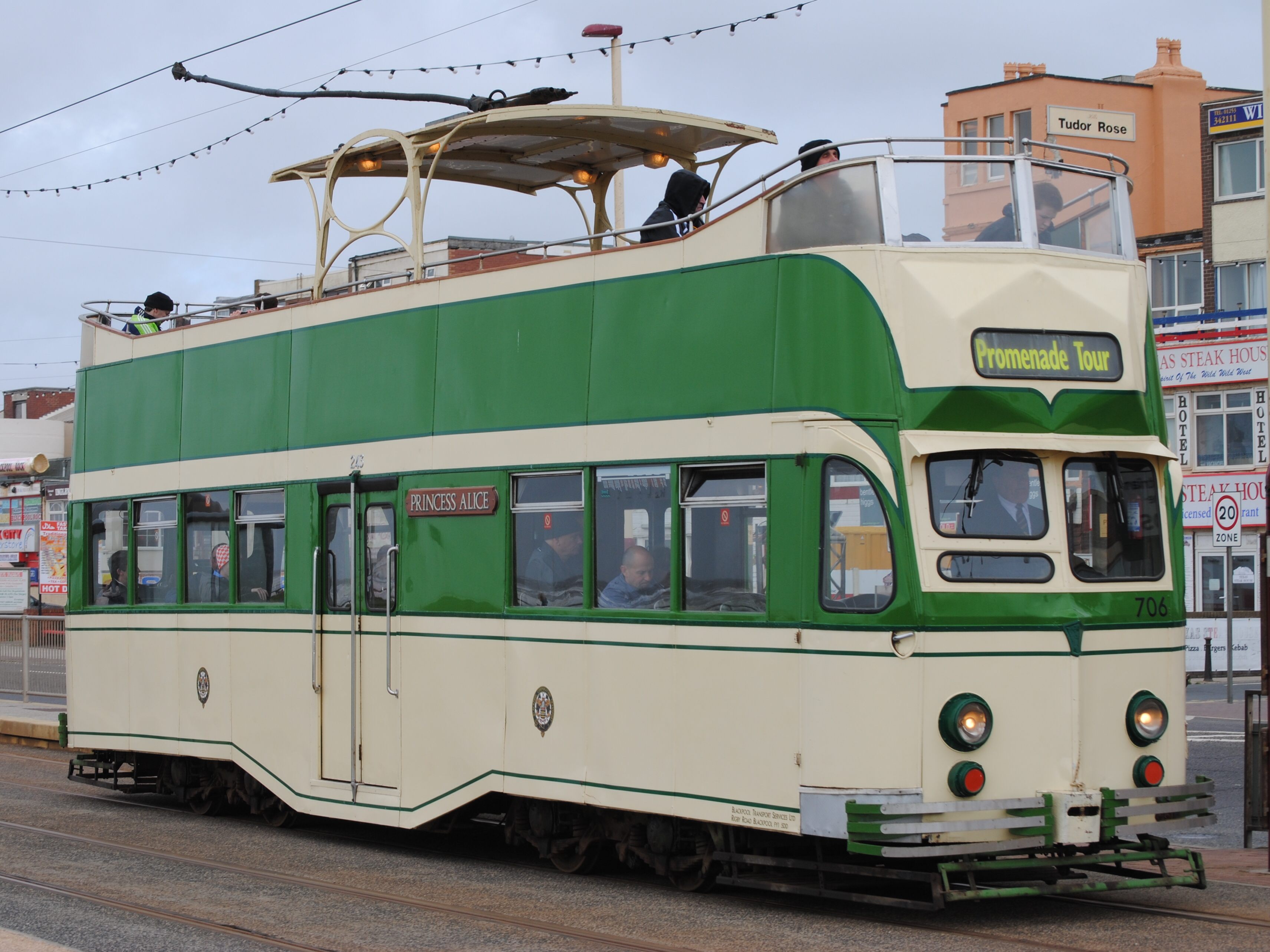
2階部分の屋根や窓が撤去された706 "プリンセス・アリス"（2013年撮影）

## 改造形式

### ジュビリー（Jubilee Cars）

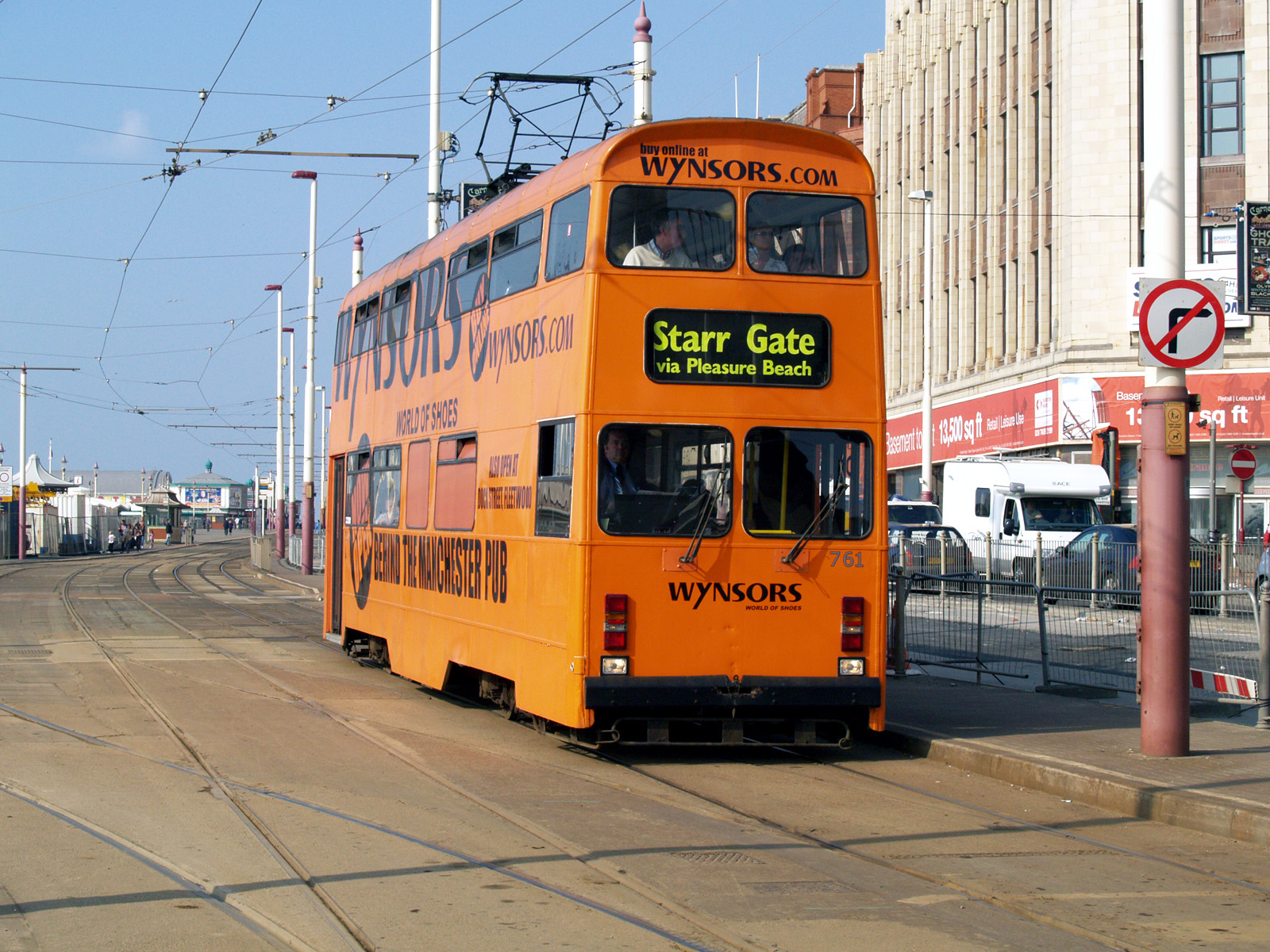
761（2009年撮影）

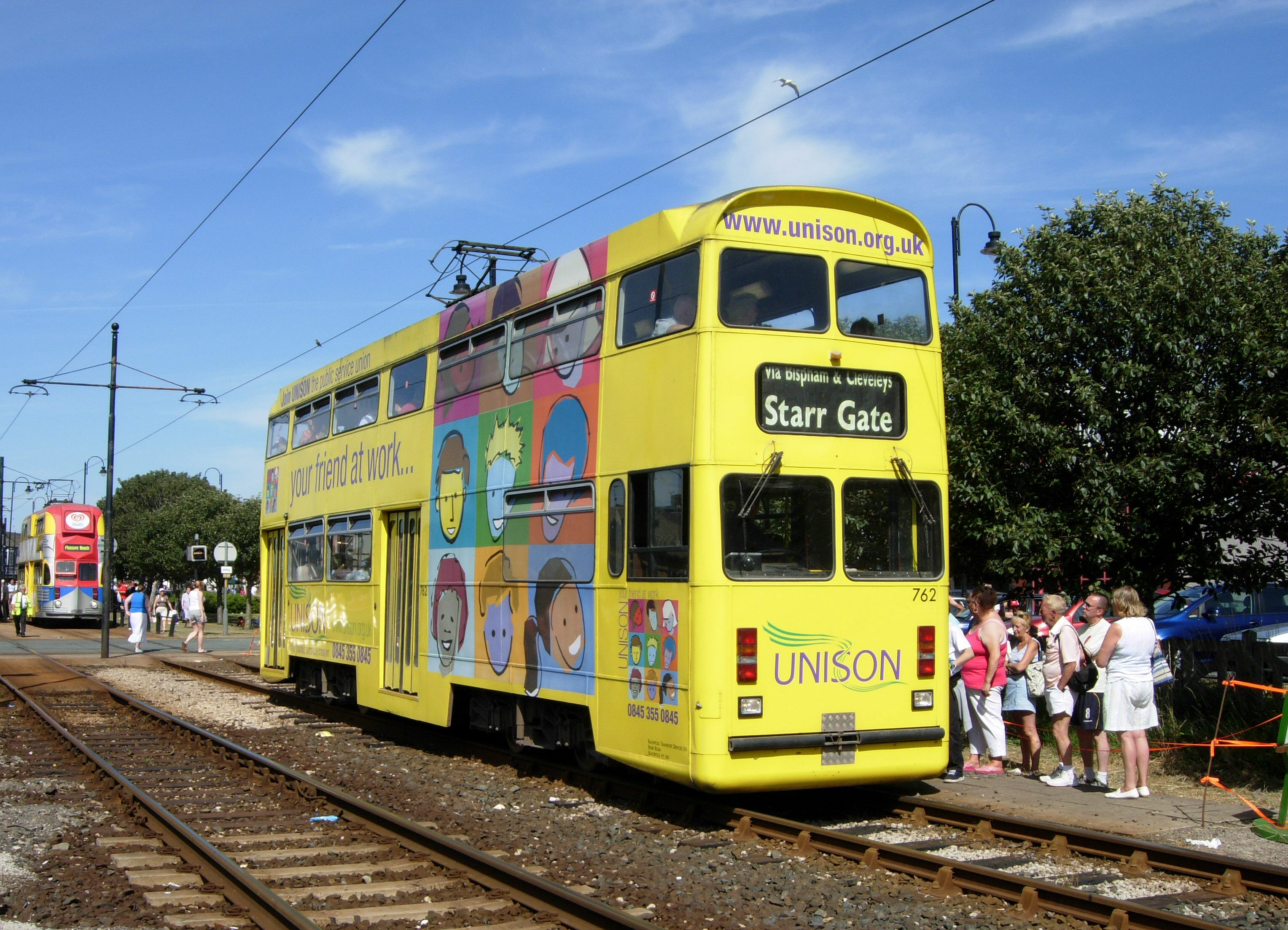
762（2006年撮影）

人員削減と乗客増加を目的に、ブラックプール・トラムでワンマン運転が開始されるにあたり、「バルーン」のうち長期に渡って運用を離脱していた2両（714、725）を改造する形で導入された形式。車体はそれまでの流線形から、バスに類似した直方体状の新造車体に交換され、車体長が延長された事に伴い台枠も延長および強化がなされた。ワンマン運転に対応するため乗降扉の位置も変更され、1979年に改造された761（←725）は側面左端に移設された一方、1982年に改造された762（←714）は乗客の流動性を向上させる目的から中央部にも扉が増設された。階段の位置は運転台後方に移された。
冬季はワンマン運転を実施した一方、利用客が多い夏季は1人の車掌が乗務したが、2人の車掌が必要な「バルーン」と比較すると大幅な人件費削減に繋がった。2001年から2002年にかけては内装や照明を中心としたリニューアル工事も実施された。ただし改造にかかる時間と費用の問題から、これ以上の増備はなされなかった。フレキシティ2の導入に先立つ2011年11月に営業運転から引退して以降も両車とも現存しており、うち761は全国路面電車博物館で保存されている。

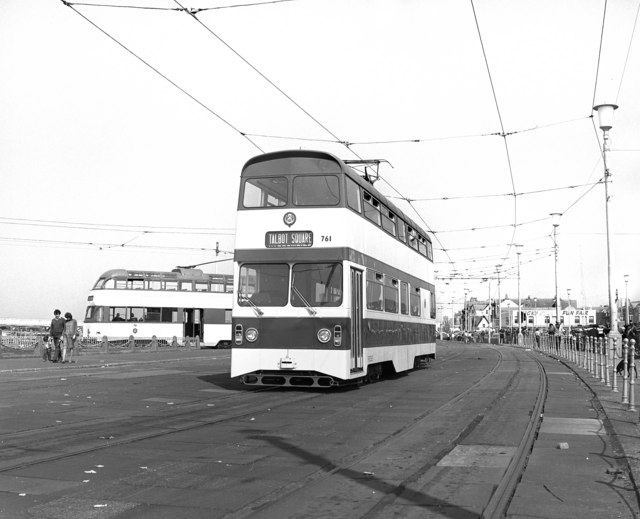
製造時の761（1980年撮影）
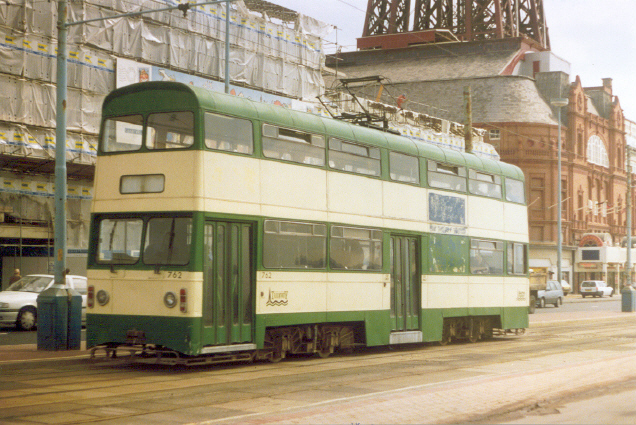
製造時の762（1994年撮影）

### ミレニアム（Millenium Cars）

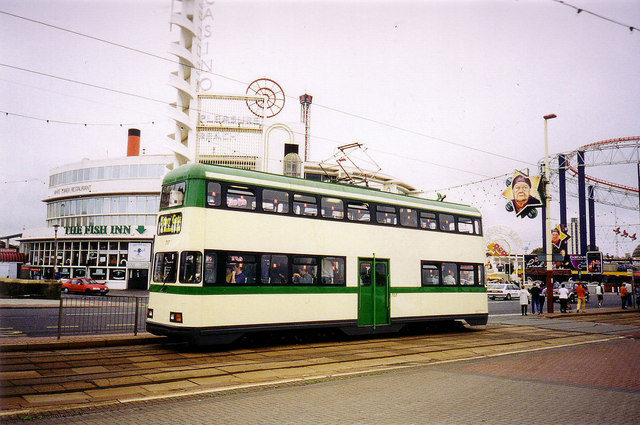
707（1998年撮影）

1998年から2004年にかけて車体更新工事を実施した形式。「バルーン」を種車にした4両（707、709、718、724）が導入された。運転台の形状が変更され、前照灯が増設された事で視認性が向上した一方、「ジュビリー」と異なり乗降扉や階段の位置はそのままで、「バルーン」同様営業時には2人の車掌が必要となった。前照灯の位置を始めとする細部は車両によって異なる。
2009年以降は「バルーン」と同様にバリアフリー対応工事を受け、フレキシティ2の導入以降も2013年まで定期列車に用いられ、2019年現在は718がブラックプール・トラムの観光列車に使用されている。

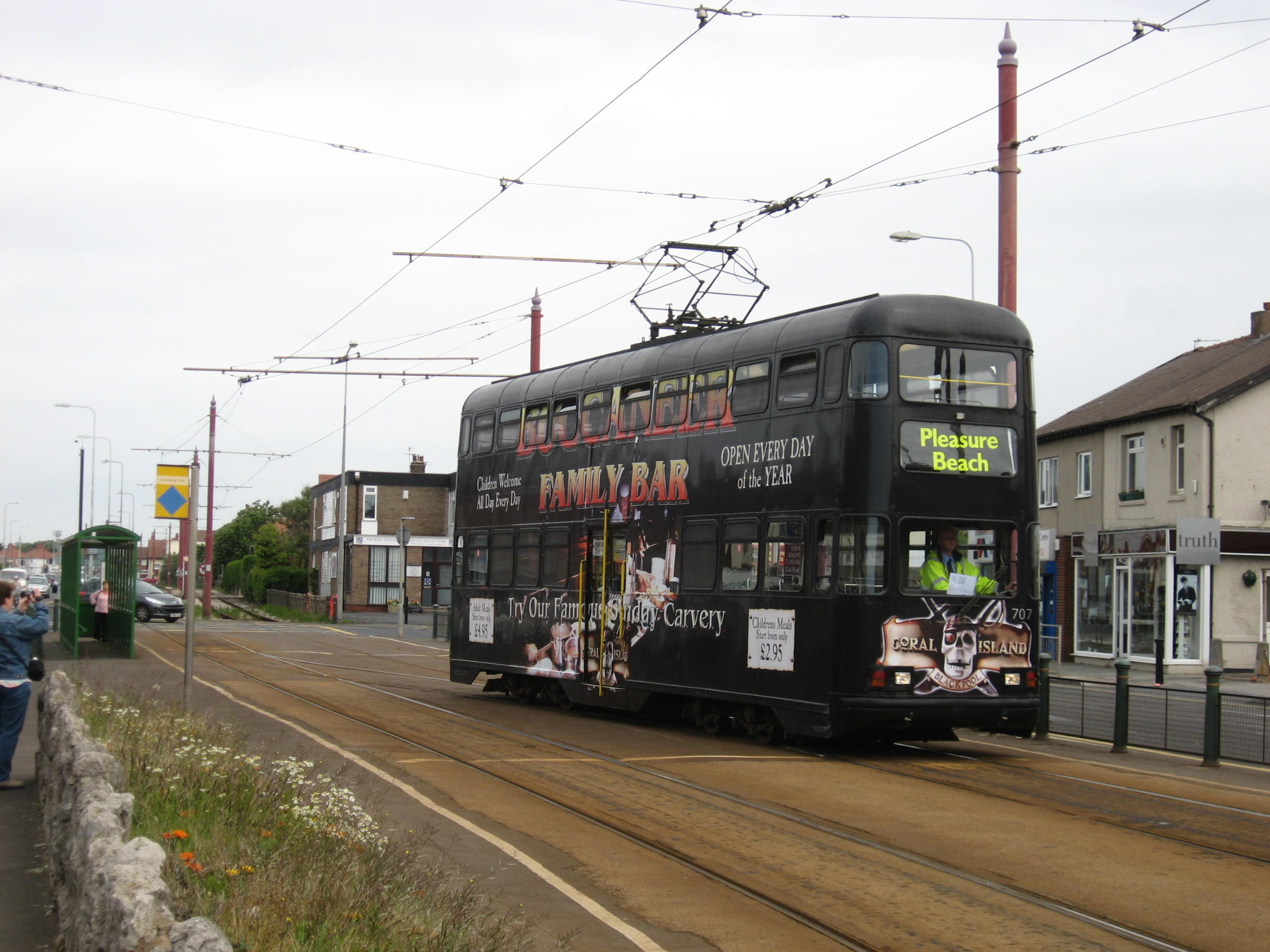
707（2008年撮影）
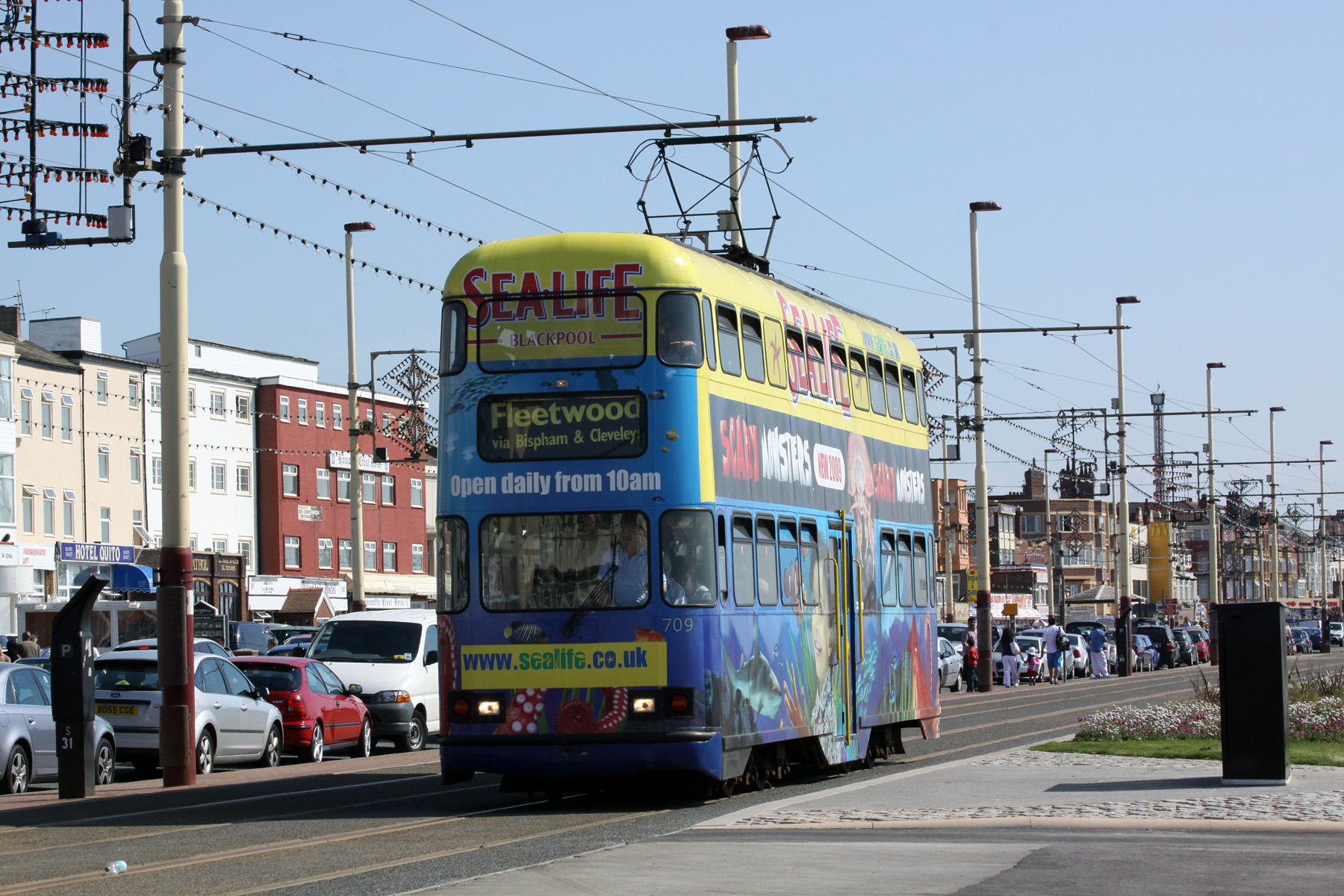
709（2009年撮影）
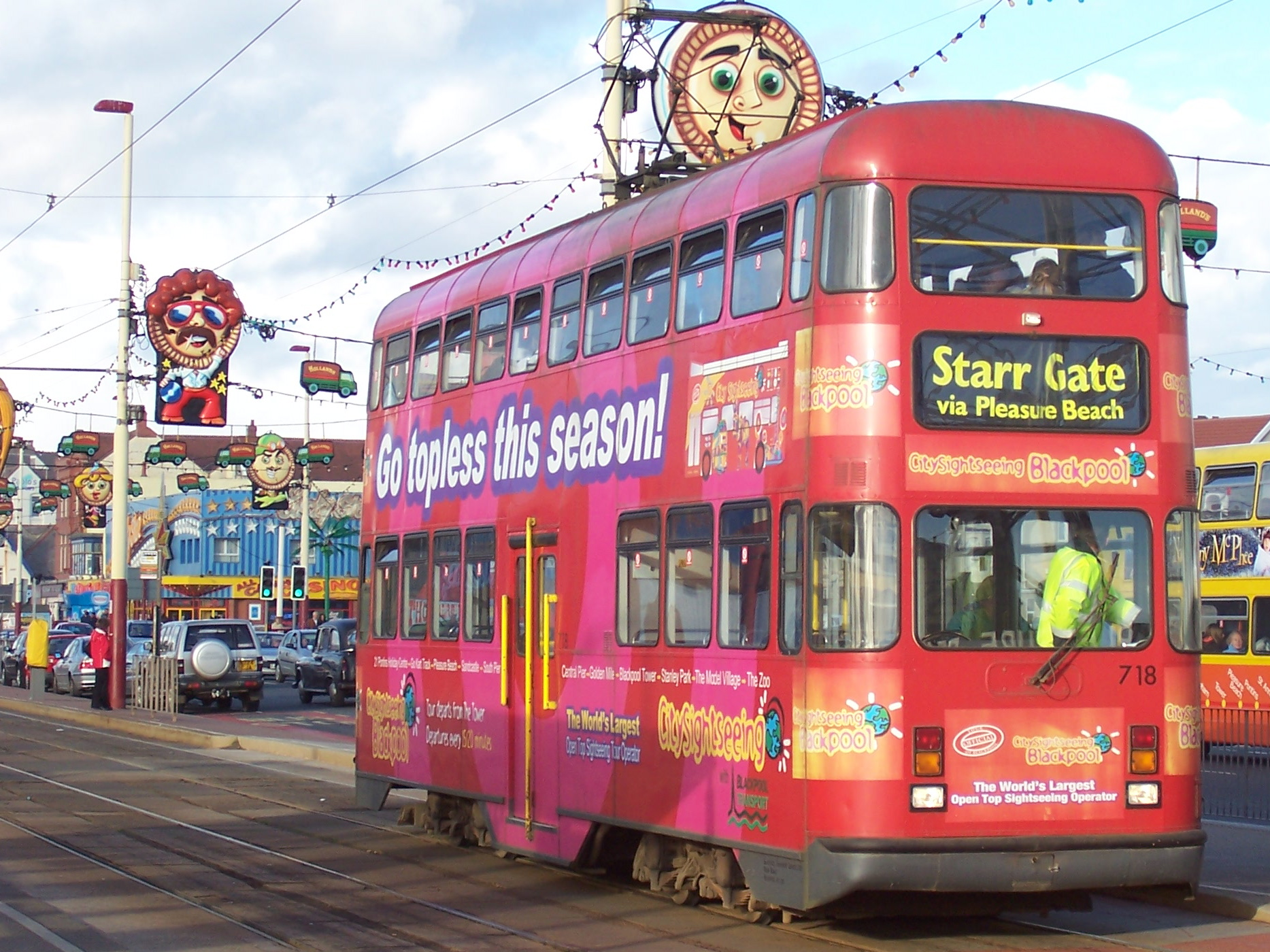
718（2005年撮影）
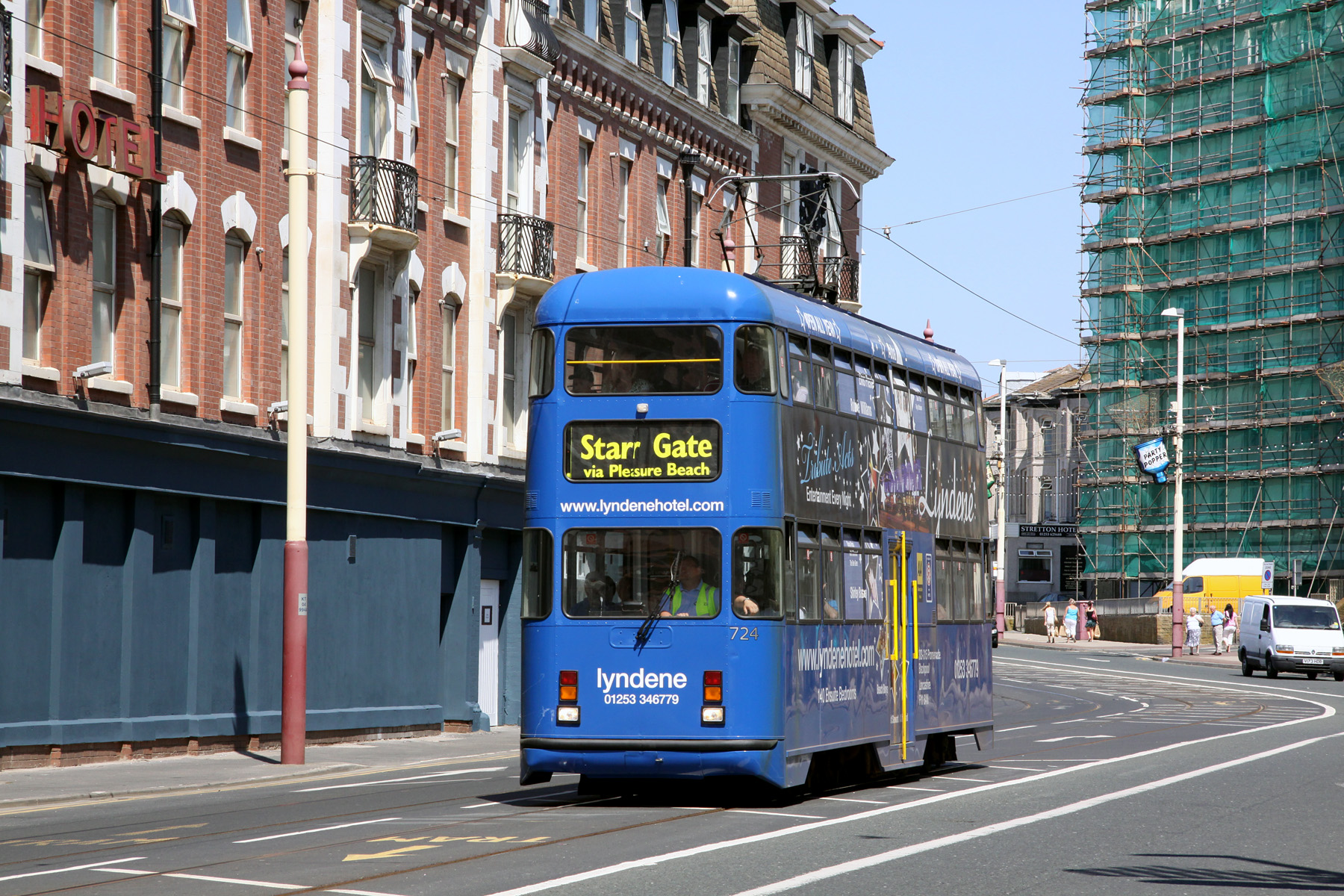
724（2009年撮影）